# Флигель усадьбы Ненюковых
Флигель усадьбы Ненюковых — памятник архитектуры в историческом центре Нижнего Новгорода. Флигель построен в период 1820—1840-х годов. Автор проекта неизвестен. Флигель входил в усадебный комплекс Ненюковых и застройку древней Благовещенской слободы.
Флигель являлся вновь выявленным объектом культурного наследия под наименованием дом А. А. Щукиной, однако позже выяснилось, что к купчихе Щукиной здание не имело отношения.

## История
Процесс заселения участка Благовещенской слободы вдоль реки Оки шёл как минимум с XIV столетия. Регулярная застройка здесь появилась с 1820-х годов и шла, в первую очередь, по красной линии сегодняшней Черниговской улицы. Большую роль в этом процессе сыграло перенесение в Нижний Новгород Макарьевской ярмарки в 1818 году. Расположенные напротив ярмарки участки земли быстро росли в цене, так как являлись удобными для возведения контор, складских помещений и доходных домов. К 1820-м годам относится сохранившийся дом М. Кузнецова архитектора Ивана Ефимова.
В 1836 году крупный пожар уничтожил большую часть деревянной застройки вдоль берега Оки, после чего на начальном участке Благовещенской набережной начал складываться единый фронт каменной застройки. Её возникновение было связано с деятельностью городового архитектора Георга Кизеветтера, по проектам которого были возведены дома купчихи А. Барышевой и П. Кубаревой, отставного унтер-офицера И. Телехова, цехового А. Гущина, жены коллежского асессора Н. Щепетовой и другие здания.
Время возникновение усадьбы на месте существующего памятника архитектуры на перекрёстке Благовещенской набережной (сегодня — Черниговской улицы) и Предтеченского переулка относится к концу XVIII века, поскольку уже тогда здесь существовала плотная нарезка «усадебных мест» вдоль береговой линии. Первая каменная постройка на углу улиц появилась ещё до 1799 года, но был ли это флигель усадьбы Ненюковых неизвестно. По своей архитектуре в стиле русского классицизма проект углового флигеля, как и главного дома усадьбы, мог принадлежать двум нижегородским архитекторам — А. Л. Лееру, либо И. Е. Ефимову. Время его возведения можно предположительно датировать 1820—1840-ми годами. Связь углового дома с купчихой А. А. Щукиной, представленная в трудах историка Николая Филатова, документально не подтвердилась.
Первым владельцем усадьбы и флигеля в 1840-х годах значился краснослободский купец первой гильдии и почётный гражданин Абрам Лукич Ненюков. Согласно архивным чертежам 1848 года угловой флигель совпадает с современным памятником архитектуры. Вероятно, боковые флигеля в стиле позднего классицизма, были возведены одновременно с главным домом усадьбы Ненюковых. В 1846 году были составлены проекты на постройку одноэтажных кладовых, которые должны были примыкать к флигелям усадьбы. Эти кладовые, перестроенные позже, сохранились до настоящего времени (улица Черниговская, д. 15, литер В1). В 1848 году была предпринята попытка возвести каменный флигель, выходящий фасадом на Предтеченский переулок. В глубине сада были возведены каменный каретник и другие службы.
К 1874 году усадьба перешла к сыну Абрама Ненюкова — Степану Абрамовичу. В 1906—1907 годах на усадьбе, перешедшей по наследству Степану Степановичу Ненюкову, были возведены флигели и хозяйственные постройки на задней границе участка по линии Предтеченской улицы. В это же время был возведён одноэтажный деревянный флигель и двухэтажные деревянные службы в русском стиле, и другие хозяйственные строения. Все эти постройки были утрачены.

## Архитектура

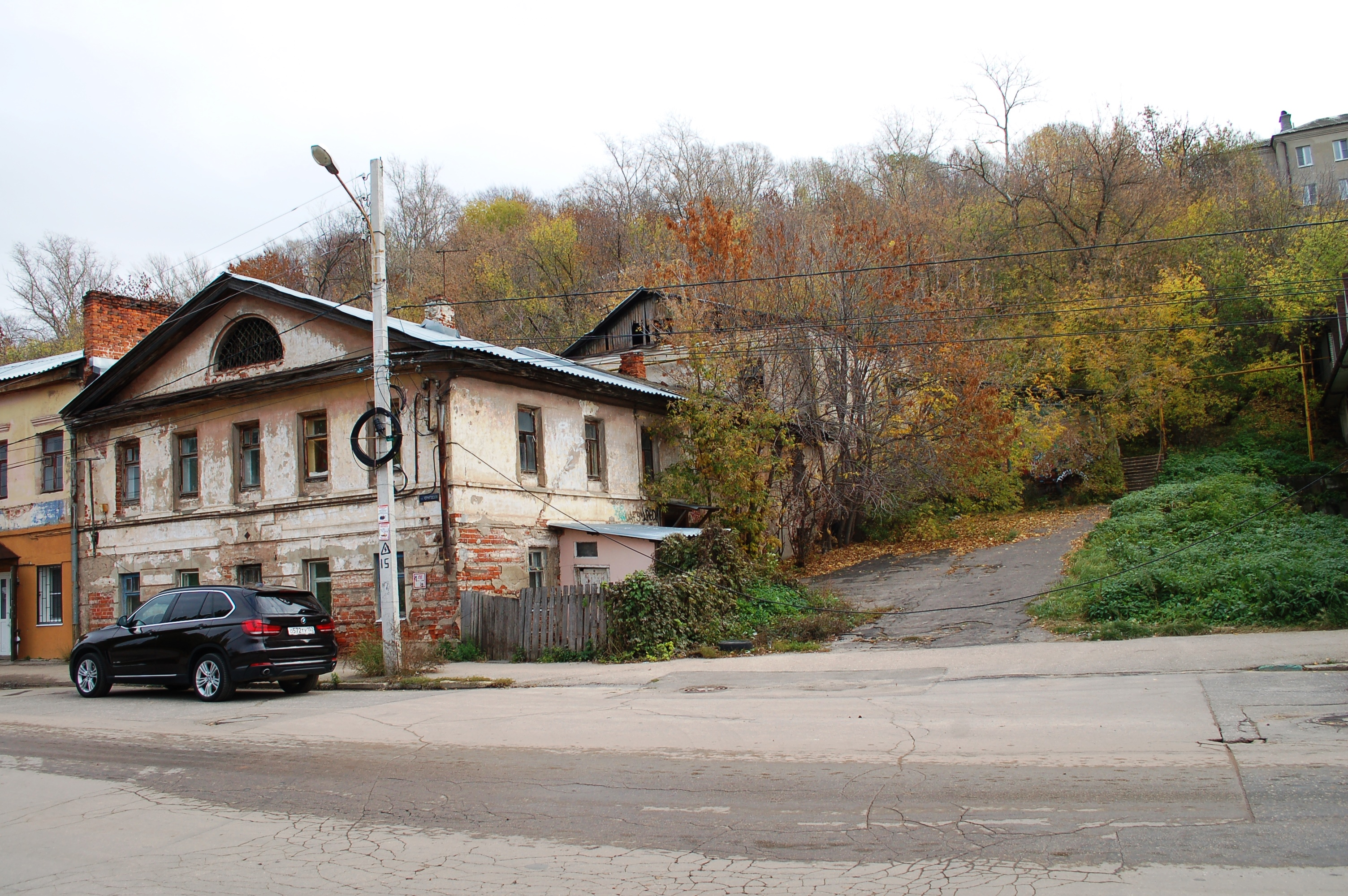
Флигель спереди (литер В) и бывшие кладовые позади (литер В2)

Существующий объект культурного наследия состоит из двух зданий: флигеля (литер В) и бывших кладовых (литер В2).
Флигель представляет собой прямоугольное в плане здание, выстроенное по красной линии улицы Черниговской, имеет пять световых осей по парадному фасаду, перекрыто двускатной крышей. Скаты крыши образуют треугольный фронтон, в котором помещено сегментное чердачное окно с кованной решёткой. Композиция главного фасада симметрична. Горизонтальные членения представлены широким междуэтажным поясом и линией подоконных ниш под окнами второго этажа. Окна не имеют наличников. Первый этаж рустован. Над окнами первого этажа помещены декоративные штукатурные замковые камни. Скромный декор здания выполнен в духе позднего классицизма.
Бывшие кладовые, построенные в 1848 году, изначально представляли собой отдельно стоящий объём. В дореволюционное время они были объединены с угловым флигелем. Представляют собой двухэтажное кирпичное оштукатуренное здание, перекрытое двускатной крышей. Фасад, выходящий на Предтеченский переулок, имеет четыре световые оси. Декор отсутствует.